# Velázquez (métro de Madrid)
Velázquez est une station de la ligne 4 du métro de Madrid. Elle est située sous la rue Goya, entre les rues Velázquez et Núñez de Balboa, dans le quartier de Recoletos, de l'arrondissement de Salamanca, à Madrid en Espagne.

## Situation sur le réseau
Elle est située entre Serrano à l'ouest, en direction de Argüelles et Goya à l'est, en direction de Pinar de Chamartín.
Elle possède deux voies et deux quais latéraux.

## Histoire
La station est ouverte le 23 mars 1944, lors de la mise en service de la ligne 4 entre Argüelles et Goya. Elle porte le nom de Diego Velázquez (1599-1660), peintre, l'un des principaux représentants de l'art espagnol.

## Services aux voyageurs

### Accès et accueil
La station possède quatre accès équipés d'escaliers, mais sans escalier mécanique ni ascenseur.

### Intermodalité
La station est en correspondance avec les lignes d'autobus no 1, 9, 19, 21, 51, 53, 74 et N4 du réseau EMT.